# Parasphaerocera andrassyi
Parasphaerocera andrassyi är en tvåvingeart som beskrevs av Papp 1978. Parasphaerocera andrassyi ingår i släktet Parasphaerocera och familjen hoppflugor. Inga underarter finns listade i Catalogue of Life.